# Es geht um deinen Kopf, Amigo
Es geht um deinen Kopf, Amigo (Originaltitel: Ringo, il volto della vendetta) ist ein italienisch-spanischer Film, ein Italowestern, von Regisseur Mario Caiano aus dem Jahr 1966. Alternativtitel ist Den Colt im Genick.

## Handlung
Die Abenteurer Davy und Tim retten einen Mann vor der Verfolgung von Banditen. Auf Fidels Rücken ist eine halbe Schatzkarte tätowiert; erst nach einiger Überredung verrät Fidel, dass sich die zweite Hälfte bei einem ehemaligen Kumpel Fidels, der nun Sheriff ist, befindet. Zusammen machen sie sich auf die Suche nach ihm, begleitet vom gerissenen Berufsspieler Tricky, der sich ihnen aufdrängt. Als sie mit dem Sheriff, Sam, zusammentreffen, ist dieser bald tot; Tricky konnte sich jedoch die tätowierte Schatzkarte einprägen. Immer deutlicher werden die Spannungen unter den vieren, die sich auch noch mit den Angriffen einer Banditenhorde auseinandersetzen müssen. Sie befreien das Mädchen Manuela aus deren Händen, in das sich Manuela verliebt. Fidel und Tim sterben bei Gefechten, dann rechnet Davy mit Tricky ab, der fünf Killer engagiert hatte, um sich den Schatz zu sichern. Dann überlässt Davy die Beute den Dorfbewohnern und zieht mit Manuela davon.

## Kritiken
„Zum Gelingen trägt nicht nur das gute Schauspielerensemble bei, sondern auch die gewohnt saubere Inszenierung des Regisseurs“ urteilt Christian Keßler, der jedoch vor der Fernsehsynchronisation warnt.

„Unterhaltsamer Durchschnittswestern von Routinier Caiano mit einigen komischen Elementen.“

„Ein nicht besonders niveauvolles Klischeefilmchen aus südlicher Westernproduktion; ab 18 möglich.“